# Salman Khan
Salman Khan, född 27 december 1965 i Indore i Indien, är en indisk skådespelare. Hans första film kom ut år 1988.  
Han är son till Salim Khan och Sushila Charak (Salma Khan). Salman har afghanska rötter på sin fars sida. Han tillhör folkgruppen pathan, även kallad pashtun som finns både i Afghanistan, Pakistan och en liten grupp av pashtuner finns även i Indien. 
Salman har två yngre bröder som även är skådespelare/regissörer, Sohail Khan, Arbaz Khan. Han har även två yngre systrar. 
Salman Khan säger att han är halv muslim och halv hindu, då hans far är muslim och hans mor är hindu.
Han har varit nominerad till bästa skådespelare flera gånger. Han har medverkat i ett flertal framgångsrika Bollywood-filmer, exempelvis Hum Aapke Hain Koun..! (1994), Pyaar Kiya to Darna Kya (1998), Hum Dil De Chuke Sanam (1999), Tere naam (2003), No Entry (2005).
År 2009-2012 har varit några av de mest framgångsrika åren för Salman Khan då många av hans filmer blivit stora succéer i den indiska filmindustrin. Filmer som Wanted (2009), Dabangg (2010), Ready (2011), Bodyguard (2011), Dabangg 2 (2012), Ek Tha Tiger (2012), Bajrangi Bhaijaan (2015), Sultan (2016), En av Khans senaste filmer heter Tiger Zinda Hai (2017) vilken också är hans mest framgångsrika film.

## Filmografi
| double-dagger | Kommande Roller |

| År   | Titel                                 | Roll                           | Övrigt                                                                                        |
| ---- | ------------------------------------- | ------------------------------ | --------------------------------------------------------------------------------------------- |
| 1988 | Biwi Ho To Aisi                       | Vicky Bhandari                 |                                                                                               |
| 1989 | Maine Pyar Kiya                       | Prem Choudhary                 | Filmfare Award för Bästa Manliga Debut Nominerad - Filmfare Award för Bästa Manliga Huvudroll |
| 1990 | Baaghi: A Rebel for Love              | Saajan Sood                    |                                                                                               |
| 1991 | Sanam Bewafa                          | Salman Khan                    |                                                                                               |
| 1991 | Patthar Ke Phool                      | Inspector Suraj                |                                                                                               |
| 1991 | Kurbaan                               | Akash Singh                    |                                                                                               |
| 1991 | Love                                  | Prithvi                        |                                                                                               |
| 1991 | Saajan                                | Akash Varma                    |                                                                                               |
| 1992 | Suryavanshi                           | Vicky/Suryavanshi Vikram Singh |                                                                                               |
| 1992 | Ek Ladka Ek Ladki                     | Raja                           |                                                                                               |
| 1992 | Jaagruti                              | Jugnu                          |                                                                                               |
| 1992 | Nishchaiy                             | Rohan Yadav/Vasudev Gujral     |                                                                                               |
| 1993 | Chandra Mukhi                         | Raja Rai                       |                                                                                               |
| 1993 | Dil Tera Aashiq                       | Vijay                          |                                                                                               |
| 1994 | Andaz Apna Apna                       | Prem Bhopali                   |                                                                                               |
| 1994 | Hum Aapke Hain Koun..!                | Prem                           |                                                                                               |
| 1994 | Chaand Kaa Tukdaa                     | Shyam Malhotra                 |                                                                                               |
| 1994 | Sangdil Sanam                         | Kishan                         |                                                                                               |
| 1995 | Karan Arjun                           | Karan Kumar Singh / Ajay       | Nominerad - Filmfare Award för Bästa Manliga Huvudroll                                        |
| 1995 | Veergati                              | Ajay                           |                                                                                               |
| 1996 | Majhdhaar                             | Gopal                          |                                                                                               |
| 1996 | Khamoshi: The Musical                 | Raj                            |                                                                                               |
| 1996 | Jeet                                  | Raju                           | Nominerad - Filmfare Award för Bästa Manliga Biroll                                           |
| 1997 | Judwaa                                | Raja/Prem Malhotra             |                                                                                               |
| 1997 | Auzaar                                | Inspector Suraj Prakash        |                                                                                               |
| 1998 | Pyaar Kiya To Darna Kya               | Suraj Khanna                   | Nominerad - Filmfare Award för Bästa Manliga Huvudroll                                        |
| 1998 | Jab Pyaar Kisise Hota Hai             | Suraj Dhanrajgir               |                                                                                               |
| 1998 | Bandhan                               | Raju                           |                                                                                               |
| 1998 | Kuch Kuch Hota Hai                    | Aman Mehra                     | Filmfare Award för Bästa Manliga Biroll                                                       |
| 1999 | Jaanam Samjha Karo                    | Rahul                          |                                                                                               |
| 1999 | Biwi No.1                             | Prem                           | Nominerad - Filmfare Award för Bästa Manliga Huvudroll I En Komedi                            |
| 1999 | Hum Dil De Chuke Sanam                | Sameer Rafillini               | Nominerad - Filmfare Award för Bästa Manliga Huvudroll                                        |
| 1999 | Hello Brother                         | Hero                           |                                                                                               |
| 1999 | Hum Saath-Saath Hain: We Stand United | Prem                           |                                                                                               |
| 2000 | Dulhan Hum Le Jayenge                 | Raja Oberoi                    |                                                                                               |
| 2000 | Chal Mere Bhai                        | Prem Oberoi                    |                                                                                               |
| 2000 | Har Dil Jo Pyar Karega                | Raj/Romi                       |                                                                                               |
| 2000 | Kahin Pyaar Na Ho Jaaye               | Prem Kapoor                    |                                                                                               |
| 2001 | Chori Chori Chupke Chupke             | Raj Malhotra                   |                                                                                               |
| 2002 | Tumko Na Bhool Paayenge               | Veer Singh Thakur/Ali          |                                                                                               |
| 2002 | Hum Tumhare Hain Sanam                | Suraj                          |                                                                                               |
| 2002 | Yeh Hai Jalwa                         | Raj 'Raju' Saxena/Raj Mittal   |                                                                                               |
| 2003 | Tere Naam                             | Radhe Mohan                    | Nominerad - Filmfare Award för Bästa Manliga Huvudroll                                        |
| 2003 | Baghban (film)                        | Alok Raj Malhotra              | Nominerad - Filmfare Award för Bästa Manliga Biroll                                           |
| 2004 | Garv: Pride and Honour                | Inspector Arjun Ranavat        |                                                                                               |
| 2004 | Mujhse Shaadi Karogi                  | Sameer Malhotra                |                                                                                               |
| 2004 | Dil Ne Jise Apna Kahaa                | Rishabh                        |                                                                                               |
| 2005 | Lucky: No Time for Love               | Aditya                         |                                                                                               |
| 2005 | Maine Pyaar Kyun Kiya?                | Dr. Samir Malhotra             |                                                                                               |
| 2005 | No Entry                              | Prem                           | Nominerad - Filmfare Award för Bästa Manliga Huvudroll I En Komedi                            |
| 2005 | Kyon Ki                               | Anand                          |                                                                                               |
| 2006 | Shaadi Karke Phas Gaya Yaar           | Ayaan                          |                                                                                               |
| 2006 | Jaan-E-Mann                           | Suhaan Kapoor                  |                                                                                               |
| 2006 | Baabul                                | Avinash Kapoor                 |                                                                                               |
| 2007 | Salaam-e-Ishq: A Tribute To Love      | Rahul                          |                                                                                               |
| 2007 | Partner                               | Prem Love Guru                 |                                                                                               |
| 2007 | Marigold: An Adventure in India       | Prem                           | Engelsk Film                                                                                  |
| 2008 | God Tussi Great Ho                    | Arun Prajapati                 |                                                                                               |
| 2008 | Heroes                                | Balkar Singh/Jassvinder Singh  |                                                                                               |
| 2008 | Yuvvraaj                              | Deven Yuvvraaj                 |                                                                                               |
| 2009 | Wanted                                | Radhe/Rajveer Shikhawat        |                                                                                               |
| 2009 | Main Aurr Mrs Khanna                  | Samir Khanna                   |                                                                                               |
| 2009 | London Dreams                         | Manjit 'Mannu' Khosla          |                                                                                               |
| 2010 | Veer                                  | Veer                           |                                                                                               |
| 2010 | Dabangg                               | Inspector Chulbul Pandey       | Nominerad - Filmfare Award för Bästa Manliga Huvudroll                                        |
| 2011 | Ready                                 | Prem Kapoor                    |                                                                                               |
| 2011 | Bodyguard                             | Lovely Singh                   | Nominerad - Filmfare Award för Bästa Manliga Huvudroll                                        |
| 2012 | Ek Tha Tiger                          | Tiger/Avinash Singh Rathod     |                                                                                               |
| 2012 | Dabangg 2                             | Inspector Chulbul Pandey       | Nominerad - Filmfare Award för Bästa Manliga Huvudroll                                        |
| 2014 | Mental                                |                                | Filmar                                                                                        |